# ひめゆりの塔事件
ひめゆりの塔事件（ひめゆりのとうじけん）は、1975年7月17日に沖縄県糸満市で発生した、日本の新左翼系過激派による当時の皇太子明仁親王および同妃美智子に対するテロ事件。ここでは同日の白銀病院事件も併せて記載する。

## 概要
皇室としての第二次世界大戦後初の沖縄県訪問を行った皇太子および同妃に対して、新左翼党派のメンバー計4名が以下のテロ事件を起こしたが、皇太子、同妃および関係者に大きな怪我はなかった。
- 白銀病院事件 - 白銀病院に潜入した沖縄解放同盟準備会（沖解同（準））メンバー2名が、同病院から警備車両にガラス瓶やスパナ、石などを投擲し破損した。
- ひめゆりの塔事件 - 洞窟（ひめゆりの壕）に潜伏していた共産主義者同盟戦旗派（西田派）と沖解同（準）のメンバー計2名が、皇太子の足元に向けて火炎瓶を投擲し献花台を炎上させた。

## 事件背景
沖縄復帰後に開催された沖縄国際海洋博覧会に際して、皇太子および同妃が沖縄県へ行啓し、供花のために糸満市にあるひめゆりの塔を訪れることが伝えられた。これは皇族による第二次世界大戦後初めての沖縄訪問だった。戦後まもなく全国各地を回った「戦後巡幸」の際、昭和天皇は「戦争を防止出来ず、国民をこの災禍に陥らしめたのはまことに申し訳ない。この際、位を退くことも1つの責任の果たし方だろうが、私は親しい者を失った人、困っている人の所へ行って慰めてやり、働く人を励ましてやって、1日も早く日本を再興したい。そうすることが新憲法の精神に従った国民と皇室との関係を確立できるのではあるまいか」と、その志を側近に述べている。
「沖縄人自身による沖縄解放」を掲げていた沖縄解放同盟準備会は、1975年初頭には「流血も辞さないたたかいで皇太子上陸を阻止する」と宣言し、「十五年戦争における大日本帝国による侵略・植民地主義弾劾」「沖縄戦における日本軍による住民虐殺弾劾」及び「（その最高責任者である）戦争犯罪人・ヒロヒトおよび、その代理人である皇太子を糾弾する」として、1か月間の「皇太子上陸阻止闘争」を展開することを決定した。沖解同（準）は「前段闘争」として、6月18日に摩文仁の丘の日本軍慰霊塔に「日本軍の残虐行為を許さないぞ」、「皇太子沖縄上陸決死阻止」、「大和人は沖縄から出て行け」、「皇太子帰れ」などとペンキで落書きをした。
沖解同（準）は、最終的に7月10日に「『ひめゆりの壕』に潜伏し皇太子を待ち受け火炎瓶と爆竹を投擲する」という方針を決定し、同派メンバーの知念功と西田戦旗派のメンバーの2人が、「ひめゆりの壕」に11日に潜入した。知念は、沖縄史ととりわけ沖縄戦の記録を読み漁ったあとに、壕に潜入したという。知念は後に、「この『闘争』は、皇太子および同妃の殺傷が目的ではなく、皇太子及び皇族を『裁判闘争』に引き摺り出して『天皇制の戦争責任』を追及することが最終目的だった」と主張している。
屋良朝苗沖縄県知事の意向を受けた沖縄県労働組合協議会（県労協）は、幹部三役のみの会議によって「海洋博反対」、「皇太子訪沖反対」については取り組まないことを決定するが、在日米軍基地労働者で構成する全軍労（のちの全駐労）や自治労沖縄などの労働組合によって、海洋博会場付近および那覇市内、糸満市など沖縄南部などでの沖縄各地でのデモや、様々な業種での時限ストライキや抗議職場集会が実行され、延べ数万人が「皇太子訪沖反対」の意思表示を行なった。

### 警備
7月17日の皇太子到着当時、沖縄県警察本部は他県からの約1,000人の応援部隊を含めて3,700人の警察官による警備体制を敷いていた。警察庁警備局警備課は当初、本土から機動隊員5000人を派遣する方針を打ち出していたが、沖縄県民やマスコミからの「過剰警備」批判を恐れた三木武夫内閣は、屋良県知事らの「警察は火炎瓶が飛ぶなどと言っておりますが、そんなことは絶対にありません」といった楽観論もあり、警備人員を大幅に削減した。沖縄県警察は、皇太子および同妃の訪問に先立ち左翼活動家に対する視察をしていたが、左翼活動家の沖縄到着を見過ごしていた他、車載無線機を盗まれるなどの失態もあった。
警察庁から警備責任者として派遣されていた佐々淳行警備局警備課長は、皇太子および同妃の訪問に先立ち地下壕内の安全確認を主張したものの、沖縄県知事、沖縄県警察の担当者らに「『聖域』に土足で入るのは県民感情を逆なでする」と反対されたために実施できなかった、と自著に記している。

## 発生
白銀病院でのテロ
正午頃、糸満市にある白銀病院に病気を偽装して「入院」していた「患者」と「見舞い客」に偽装した沖縄解放同盟準備会の活動家2人（川野純治、他）が、病院の下を通過する皇太子および同妃の車両に3階のベランダから「皇太子帰れ、天皇制反対」等と叫びながらガラス瓶やスパナ、石などを投擲し、警備車両を破損させた。2人は公務執行妨害の現行犯で逮捕された。この際に、活動家の犯行を阻止しようとした同病院の医師らが活動家から暴行を受けた。
ひめゆりの壕でのテロ
ラジオで白銀病院事件を含む地上の情報を聴いていた知念ら「ひめゆりの壕」の2人は、実況中継で午後1時5分頃に皇太子および同妃がひめゆりの塔に到着したことを知る。2人は地下壕に梯子を架けて、地上に這い出ると、皇太子の足元に向けて火炎瓶を投擲した。
火炎瓶は献花台に直撃して炎上したが、皇太子妃が警察官に庇われて地面に倒れた際に打撲傷を負った以外は、皇太子および同妃に大きな怪我はなかった。知念ら2人は「礼拝所不敬罪」（刑法第188条第1項）並びに「火炎びんの使用等の処罰に関する法律」違反の現行犯で逮捕された。
この際、警備に当たっていた沖縄県警警備陣は火炎瓶に驚き、任務放棄して逃げてしまうという失態を演じた。しかし、警護に当たっていた皇宮警察側衛隊の一人が、壕の中から這い上がってこようとする過激派に対して飛び掛かり、引きずり落として更なる投擲を阻止した。
事件直後に皇太子は、まず案内役を務め同行していた「ひめゆり会」会長の身を案じて声をかけた他、事件の発生に動揺する警備担当者を処分しないように関係者に依頼し、その後のスケジュールを皇太子妃とともに予定通りこなした。

## 事件後

### 裁判
裁判の結果、白銀病院事件の2人には懲役1年6ヶ月、ひめゆりの壕事件の2人には懲役2年6ヶ月の実刑をそれぞれに言い渡した（高裁で確定）。
検察は、沖縄解放同盟準備会のそれまでの声明や機関紙、押収した文書等に「皇太子暗殺」を示唆するような表現がなく、状況証拠等も鑑みて「殺人未遂」での立件は見送った。判決文も4人の行為を「民主主義への挑戦」としたが、「皇太子夫妻の生命を脅かす害意があった」とする検察の主張は認定しなかった。

### 警備関係者への処分
皇太子から警備関係者への処罰を行わないようにとの依頼はあったものの、上述のように警備の削減や現地への事前確認の不許可を率先して行った県警側責任者である加藤昌沖縄県警察本部長は減給処分を科され、警備責任者である佐々淳行警察庁警備局警備課長は辞表を提出したものの受け取りを拒否された。

### 事件後の皇族訪問
皇族の沖縄訪問に際して賛否両論が巻き起こり、後の海邦国体では警戒された。昭和天皇の行幸は病のために実現できず、そのまま生涯を閉じた。しかし皇太子明仁親王は、十八万余柱が眠る摩文仁の丘で「深い悲しみと痛みを覚えます」と昭和天皇の「お言葉」を代読した。「これでやっと気持ちに区切りがついた」と声を詰まらせる人がいた反面、左翼系が会場での出迎えを欠席するなど、沖縄の複雑な事情をのぞかせた。集まった歓迎陣は「天皇陛下の御治癒を心からお祈り申し上げます」「天皇陛下のお言葉を心から感謝申し上げます」などと書いた横断幕を掲げた。

### その他
- 知念の勾留中の1977年9月28日、ダッカ日航機ハイジャック事件が発生し、この犯人グループが知念を含む9名の釈放を要求したが、知念はこれを拒否している。
- 当時、ひめゆりの壕で取材に当たっていた地元紙沖縄タイムスの記者は、TBSの番組において「怪しい男がいたので注目していました」と発言し、スタジオの出演者からも「スクープですね」と絶賛されていたが、「怪しい男」の存在に気づいていたにも拘らず警察に通報しないことは軽率なスタジオやマスコミ関係者共々批判を呼んだ。
- 当時化学繊維のドレスが流行っていたが、火炎瓶の炎で生地に引火すると溶けて化学性熱傷で重大な負傷を負う可能性があるため警察から宮内庁の女官長に「木綿か麻を着せてください」と要請。当日は麻の衣装となった。
- 川野は事件から35年後の2010年に行われた名護市議会議員選挙で、社民党の推薦をうけ立候補し、当選した。事件のことは投票日直前に一部市民の間で流れたが、ほとんどの市民は知らなかったという[6]。